# کریستوفر دانچ
کریستوفر دنیل دانچ (انگلیسی: Christopher Daniel Duntsch متولد ۳ آوریل ۱۹۷۱) جراح سابق مغز و اعصاب بود که به خاطر سوءرفتارهای شدید پزشکی‌اش که منجر به مرگ و آسیب به ۳۳ بیمار در بیمارستان دالاس-فورت ورث شد، به دکتر دی یا پزشک مرگ معروف است.
دانچ به جرم ایجاد نقص عضو در ۴ بیمار و کشتن دو بیمار متهم شد. در سال ۲۰۱۷، او بخاطر ایجاد نقص در یکی از بیمارانش مجرم شناخته شد و حبس ابد گرفت.

## مسیر شغلی
دانچ در سال ۲۰۱۰ به دالاس رفت تا در بیلور پلانوی تگزاس شروع به کار کند. خیلی زود، دیگر جراحان از او آزرده خاطر شدند. یکی از جراحان عروقی باسابقه به نام رندال کربی می‌گوید با اینکه دانچ تازه‌کار بود ولی دائماً به توانایی‌هایش افتخار می‌کرد.
در چندین جراحی دانچ در بیلور پلانو، بیماران بشدت آسیب دیدند. دانچ یکی از شریان‌های اصلی ستون فقرات بیماری به نام کلی مارتین را قطع کرد و او از شدت خونریزی فوت کرد. کمی بعد، او از بیلور اخراج شد. دانچ به مرکز پزشکی دالاس در فارمرز برنچ رفت اما بعد از مرگ بیماری دیگر به نام فلوئلا براون و آسیب شدید به بیماری به نام مری افورد، در کمتر از یک هفته مجبور به ترک آن جا شد. او سرخرگ مهره ای براون را قطع کرد و این کار، منجر به سکته و مرگ او شد. یک روز بعد و در طول جراحی جوش دادن مهره‌ها او یکی از ریشه‌های عصبی افورد را قطع کرد و ابزاری را در عضله کمر او جاگذاشت. رابرت هندرسون، جراح باسابقه ستون فقرات، دوباره افورد را عمل کرد و دانچ را به کودکی تشبیه کرد که با تینکر توی یا خانه سازی بازی می‌کرده‌است. در نتیجه این کار دانچ، افورد فلج شد. هیچ اطلاعاتی مبنی بر بررسی اقدامات او از سوی آژانس ایالتی صدور مجوز طبابت در دست نیست و مشخص نیست که مرکز پزشکی دالاس، هیئت پزشکی تگزاس را در جریان گذاشته یا خیر.
در دسامبر ۲۰۱۱، دانچ در ایمیلی به یکی از همکارانش نوشت: «من آماده ام تا عشق و مهربانی و خوبی و صبوری را کنار بگذارم و به قاتلی خونسرد تبدیل شوم.»

### ابطال مجوز طبابت و محکومیت جنایی
بعد از ترک مرکز پزشکی دالاس، دانچ در درمانگاهی به نام مرکز جراحی لگسی کار پیدا کرد. هم‌زمان، بیمارستان متدیست در دالاس که دانچ برای استخدام در آن، درخواست داده بود، کارش را به بانک داده‌های ملی پزشکان گزارش کرد. بعد از این گزارش هم دانچ در بهار سال ۲۰۱۳ در بیمارستان عمومی دانشگاه در دالاس استخدام شد. کمی بعد، او بخشی از عضله گردن بیماری به نام جف گلایدول را با تومور اشتباه گرفت، یکی از پرده‌های صوتی اش را قطع کرد، مری بیمار را سوراخ کرد، یک شریان را برید و اسفنج جراحی را در گلوی او جا گذاشت. کربی با عجله تلاش کرد آسیب‌های وارده از سوی دانچ را جبران کند و بعداً بیان داشت که بلایی که سر گلایدول آمده بود کار یک «روانی دیوانه» بود. به علاوه به بیمار نیز گفت که مشخصا دانچ قصد کشتن او را داشته‌است. تنها یک پرده صوتی برای گلایدول باقی ماند و نیمه چپ بدنش تقریباً فلج شد.
با فشارهای فراوان از سوی هندرسون و کربی، هیئت پزشکی تگزاس در ۲۶ ژوئیه ۲۰۱۳ مجوز طبابت دانچ را تعلیق و در ۶ دسامبر آن را باطل کرد. دانچ به حوزه دنور رفت و زندگیش در سراشیبی سقوط قرار گرفت. در آن جا به جرم رانندگی حین مستی دستگیر شد، در طول ملاقات با فرزندانش در دالاس مورد سنجش روانی قرار گرفت و به جرم سرقت از فروشگاه دستگیر شد.
در مارس ۲۰۱۴، سه نفر از بیماران سابق دانچ به نام‌های افورد، کنت فنل و لی پسمور به صورت جداگانه در قوه قضاییه فدرال ایالات متحده آمریکا از بیلور پلانو شکایت کردند و بیمارستان را متهم به این کردند که با وجود اطلاع از وضعیت خطرناک دانچ، به او اجازه جراحی می‌داده‌است. گرگ ابت دادستان کل تگزاس علیه دفاعیه از بیلور پلانو دادخواستی تنظیم کرد. او به اساسنامه قانونی تگزاس در سال ۲۰۰۳ اشاره کرد که طبق آن دیه حاصل تخلفات پزشکی به ۲۵۰هزار دلار محدود شده و اصطلاح «سهل انگاری ناعادلانه» از تعریف سوءقصد قانونی حذف شده‌است. این دادخواست بیان می‌کرد که بیلور پلانو به‌طور متوسط از هر عمل ستون فقراتی که توسط دانچ انجام شده، به سود خالص ۶۵هزار دلار رسیده‌است.
هندرسون و کربی می‌ترسیدند که دانچ به جای دیگری برود و مجوز طبابت بدست آورد. برای آن‌ها واضح بود که او برای مردم خطرناک است، پس دفتر دادستان ناحیه ای شهرستان دالاس را تشویق به پیگیری اتهامات جنایی او کردند. تا سال ۲۰۱۵ این پیگیری‌ها به جایی نرسید تا اینکه قانون مرور زمان هرگونه اتهام دانچ رو به اتمام بود. بخشی از مشکل این بود که به راحتی نمی‌شد ثابت کرد که اقدامات دانچ عمدی بوده‌است. بعد از مصاحبه با ده‌ها نفر از بیماران دانچ، دادستان‌ها به این نتیجه رسیدند که اقدامات دانچ جنایی بوده و تنها حبس است که می‌تواند مانع از طبابت دوباره او شود. در بخشی از بررسی‌ها، ایمیل سال ۲۰۱۱ را یافتند که دانچ در آن به علاقه خود نسبت به تبدیل شدن به «قاتلی خون‌سرد» اشاره کرده بود.
در ژوئیه ۲۰۱۵، حداکثر یک سال و نیم بعد از ابطال مجوز طبابت دانچ، او در دالاس دستگیر و به شش فقره تبه کاری از نوع حمله شدید با سلاح مرگ آور (یعنی دستانش و ابزارهای جراحی)، پنج فقره حمله شدید منجر به آسیب‌های جسمی جدی و یک فقره آسیب به یک کودک، فرد مسن یا معلول شد. اعلام جرم او تنها ۴ ماه پیش از سررسید قانون مرور زمان انجام شد. آخرین اتهام مربوط به صدمه جدی و فلج کردن افورد می‌شد. دادستان‌ها این مورد را در اولویت قرار دادند چون گسترده‌ترین حوزه مجازات را دربر می‌گرفت و در صورت اثبات آن ادعا، دانچ به حبس ابد محکوم می‌شد. دادستان به دنبال مجازاتی طولانی مدت بودند تا به این شکل دانچ دیگر قادر به طبابت نباشد.
با اعتراض‌های وکلای دانچ، دادستان‌ها بسیاری از دیگر بیماران دانچ را احضار کردند تا ثابت کنند که اقدامات او عمدی بوده‌است. طبق گفته وکلای او، دانچ تنها زمانی متوجه شد جراحی‌های بدی انجام داده که کارشناسان دادرسی راجع به اشتباهات متعدد او در اتاق عمل با هیئت منصفه صحبت کردند. در دفاع از خود، دانچ تقصیر را گردن آموزش بد و کنترل ضعیف بیمارستان‌ها انداخت. بعد از ۱۳روز محاکمه، هیئت منصفه تنها به ۴ساعت نیاز داشت تا او را به جرم آسیب شدید به افورد محکوم کند. در ۲۰ فوریه ۲۰۱۷ او محکوم به حبس ابد شد.
هنوز هم پرونده‌های مدنی علیه تمام چهار بیمارستانی که دانچ را استخدام کرده بودند، در جریان است. در ۱۱ دسامبر ۲۰۱۸، دادگاه تجدیدنظر تگزاس رای پراکنده ۱–۲، به محکومیت دانچ قطعیت بخشید. در ۸ مه ۲۰۱۹، دادگاه تجدیدنظر جنایی تگزاس، دادخواست دانچ مبنی بر بررسی صلاحدید را رد کرد.
دانچ در واحد او.بی. الیس بیرون هانتسویل زندانی است. او تا سال ۲۰۴۵ و ۷۴ سالگی واجد شرایط عفو مشروط نخواهد بود.

## واکنش‌ها
محکومیت دانچ یکی نخستین مجازات‌های زندان بخاطر سوءرفتار بود و از پرونده او به عنوان نوعی الگو یاد می‌شود. دفتر بازپرس منطقه که به این پرونده رسیدگی می‌کرد، آن را «پرونده‌ای تاریخی برای پیگیری قانونی اعمال پزشکی» نامید که «در طول عمل جراحی، به خطا دست زده‌است».
مدیر بخش جراحی مغز و اعصاب در مرکز پزشکی جنوبی غربی یو تی، دکتر کارلوس بگلی بوده که در دفاع از از دانچ گفت که «تنها در صورتی این اتفاق می‌افتد که تمام سیستم پزشکی، به نیازهای بیماران رسیدگی نکند.»